# Liste der Kulturgüter in Sévaz
Die Liste der Kulturgüter in Sévaz enthält alle Objekte in der Gemeinde Sévaz im Kanton Freiburg, die gemäss der Haager Konvention zum Schutz von Kulturgut bei bewaffneten Konflikten, dem Bundesgesetz vom 20. Juni 2014 über den Schutz der Kulturgüter bei bewaffneten Konflikten sowie der Verordnung vom 29. Oktober 2014 über den Schutz der Kulturgüter bei bewaffneten Konflikten unter Schutz stehen.
Objekte der Kategorien A und B sind vollständig in der Liste enthalten, Objekte der Kategorie C fehlen zurzeit (Stand: 1. Januar 2023).

## Kulturgüter
| Foto |                                                                                              | Objekt | Kat. | Typ | Standort                                | Beschreibung |
| ---- | -------------------------------------------------------------------------------------------- | --- | ---- | --- | --------------------------------------- | ------------ |
| BW   | Datei hochladen · Wikidata zu Tudinges (eisenzeitliches metallurgisches Atelier) (Q29479244) | Tudinges, eisenzeitliches metallurgisches Atelier / Tudinges, atelier de métallurgistes de l’âge du fer KGS-Nr.: 09600 | A    | F   | 556900 / 186900                         |              |
| ja   | Datei hochladen · Wikidata zu Kapelle Saint-Nicolas (Q29698104)                              | Kapelle Saint-Nicolas / Chapelle Saint-Nicolas KGS-Nr.: 13323                                                          | B    | G   | Route de la Chapelle 28 557049 / 187689 |              |